# 도리카이 유야
도리카이 유야(일본어: 鳥養 祐矢, 1988년 5월 11일 ~ )는 일본의 전 축구 선수이다.

## 구단 경력
그는 2015년부터 2021년까지 J리그의 레노파 야마구치 FC, FC 류큐에서 활동하였다.